# Campionato asiatico e oceaniano femminile di pallavolo 1975
Il I campionato asiatico e oceaniano femminile di pallavolo si è svolto dal 12 al 20 agosto 1975 a Melbourne, in Australia. Al torneo hanno partecipato 5 squadre nazionali asiatiche ed oceaniane e la vittoria finale è andata per la prima volta al Giappone.

## Classifica finale
| Classifica | Squadre       | Qualificazioni             |
| ---------- | ------------- | -------------------------- |
|            | Giappone      |                            |
|            | Corea del Sud | Giochi della XXI Olimpiade |
|            | Cina          |                            |
| 4          | Australia     |                            |
| 5          | Nuova Zelanda |                            |